# Goodyera rosulacea
Goodyera rosulacea är en orkidéart som beskrevs av Yong No Lee. Goodyera rosulacea ingår i släktet knärötter, och familjen orkidéer. Inga underarter finns listade i Catalogue of Life.